# كارلوس باولا
كارلوس باولا هو لاعب كرة قاعدة كوبي، ولد في 28 نوفمبر 1927 في هافانا في كوبا، وتوفي في 25 أبريل 1983 في ميامي في الولايات المتحدة.

## روابط خارجية
- كارلوس باولا على موقعبيزبول رفرنس.كوم (الدوري الرئيسي) (الإنجليزية)